# 浦波 (吹雪型駆逐艦)
浦波（うらなみ）は日本海軍の駆逐艦（2代目）。
吹雪型駆逐艦の10番艦。
特型駆逐艦の波級。
浦波級として紹介されたこともある。
当初の艦名は第四十四号駆逐艦。
「磯波」までの特I型と煙突基部の缶室給気路が改正され異なっており、特改I型と呼ばれる場合がある（日本海軍の法令上は吹雪型駆逐艦。吹雪型1番艦吹雪と吹雪型2番艦白雪沈没後は初雪型駆逐艦）。

## 概要
一等駆逐艦「浦波」（建造時艦名、第四十四号駆逐艦）は、1929年（昭和4年）6月に竣工した日本海軍の駆逐艦。吹雪型4隻（磯波、浦波、綾波、敷波）による第19駆逐隊を編成。日中戦争を経て、太平洋戦争に突入。大戦中盤までの第19駆逐隊は第三水雷戦隊に所属。1943年（昭和18年）9月より第十六戦隊に所属した。
1944年（昭和19年）10月26日、「浦波」はレイテ沖海戦に伴う輸送作戦に従事中、米軍機の空襲により長良型軽巡洋艦5番艦「鬼怒」等と共に撃沈された。
「浦波」が参加した主な作戦は、南方作戦、ミッドウェー海戦（主力部隊護衛）、ガダルカナル島の戦い（駆逐艦輸送）、第三次ソロモン海戦、ビスマルク海海戦、渾作戦、レイテ沖海戦（多号作戦）。

## 艦名
艦名の「浦波」は浦に寄せる波に由来し、初代は神風型駆逐艦 (初代)の「浦波」。
1926年（大正15年）11月、初代神風型駆逐艦（三等駆逐艦）は掃海艇への艦種変更時に潮型掃海艇に改称、まもなく浦波型掃海艇へ改称された。
初代「浦波」は1924年（大正13年）12月1日附で駆逐艦から掃海艇へ類別変更。
1928年（昭和3年）8月1日附で本艦（第44号駆逐艦）が「浦波」と改名されると、同日附で初代「浦波」は第8号掃海艇と改名された。
本艦沈没後、「浦波」の艦名は、海上自衛隊のあやなみ型護衛艦3番艦「うらなみ」に継承された。

## 艦歴

### 建造
佐世保海軍工廠で建造。
1927年（昭和2年）4月26日、日本海軍は横浜船渠で建造の駆逐艦を第三十六号駆逐艦（白雪）、浦賀船渠で建造の駆逐艦を第三十八号駆逐艦（深雪）、藤永田造船所の駆逐艦を第三十九号駆逐艦（叢雲）、佐世保海軍工廠の駆逐艦を第四十四号駆逐艦と命名する。
第44号駆逐艦は、同日附で第三十五号型駆逐艦に類別される。
命名から2日後の4月28日、第44号駆逐艦は佐世保海軍工廠で起工。
1928年（昭和3年）8月1日附で第44号駆逐艦は「浦波」に改名。同日附で第三十五号型駆逐艦も吹雪型駆逐艦に改訂され、「浦波」は吹雪型10番艦となる。同年11月29日、進水。
1929年（昭和4年）1月15日、五藤存知中佐（当時、駆逐艦灘風艦長）は浦波艤装員長に任命される。4月25日、五藤存知中佐（浦波艤装員長）は制式に浦波駆逐艦長（初代）となる。主要初代幹部は、水雷長桝本要大尉、砲術長井筒義三大尉、航海長宮雄次郎大尉、浦波機関長森本芳夫機関大尉。
6月10日、佐世保海軍工廠の浦波艤装員事務所を撤去。6月30日、浦波は竣工した。

### 竣工後
1929年（昭和4年）11月30日、日本海軍は吹雪型2隻（磯波、浦波）により第19駆逐隊を編制（昭和4年12月24日敷波編入。昭和5年4月30日綾波編入）。第19駆逐隊司令神山忠大佐は、司令駆逐艦を「浦波」に指定した。
同日附で行われた艦隊編制替えにより、第19駆逐隊は第二艦隊・第二水雷戦隊に所属。この時点の第二水雷戦隊は、長良型軽巡洋艦5番艦「鬼怒」以下第11駆逐隊（吹雪、白雪、初雪、深雪）、第12駆逐隊（叢雲、東雲、薄雲、白雲）、第19駆逐隊（磯波、浦波、敷波、綾波）という編制だった。
1930年（昭和5年）11月2日、五藤存知中佐（浦波駆逐艦長）は樅型駆逐艦で編制された第27駆逐隊（菱、菫、葦）司令へ転任（太平洋戦争開戦時、第六戦隊司令官。サボ島沖海戦で旗艦「青葉」大破時に戦死）。江戸兵太郎少佐（当時、駆逐艦追風艦長）が浦波駆逐艦長に任命される。
12月1日の艦隊再編でも、第二水雷戦隊（旗艦「鬼怒」）は前年度の編制を維持する。
1931年（昭和6年）12月1日、吹雪型駆逐艦3隻（東雲、吹雪、磯波）による第20駆逐隊の編制により、第19駆逐隊は3隻（浦波、綾波、敷波）となった。
同日附で行われた艦隊再編で、第二水雷戦隊旗艦は「鬼怒」から川内型軽巡洋艦2番艦「神通」に交代。
第二水雷戦隊は神通以下第7駆逐隊（朧、曙、潮）、第8駆逐隊（天霧、朝霧、夕霧）、第19駆逐隊（浦波、敷波、綾波）、第20駆逐隊（東雲、吹雪、磯波）となった。
1932年（昭和7年）12月1日、江戸兵太郎中佐（浦波駆逐艦長）は姉妹艦の薄雲艦長へ転任。八島元徳中佐（当時、特務艦鳴門副長）が浦波駆逐艦長となる。同日附の艦隊再編で、第19駆逐隊は第二水雷戦隊より除かれた。
1933年（昭和8年）5月1日、八島元徳中佐（浦波艦長）は海軍航空廠総務部部員となり、海軍砲術学校教官木村進中佐が浦波駆逐艦長に補職。
同年11月15日、木村進中佐（浦波駆逐艦長）は姉妹艦潮駆逐艦長へ転任。古木百蔵中佐（当時、砲艦二見艦長）が後任の浦波駆逐艦長として着任した。
同年12月11日より各鎮守府（横須賀鎮守府、呉鎮守府、佐世保鎮守府）に警備戦隊が新設され、第19駆逐隊（浦波、敷波、綾波）は呉警備戦隊に所属。
編制直後の呉警備戦隊は、巡洋艦5隻（加古、妙高、那智、阿武隈、神通）、第13駆逐隊（呉竹、若竹、早苗）、第19駆逐隊（浦波、敷波、綾波）、第20駆逐隊（東雲、磯波、吹雪）、第18潜水隊、練習特務艦「朝日」など。
1934年（昭和9年）11月15日附で実施された艦隊再編により第二水雷戦隊旗艦は軽巡洋艦神通となり、麾下駆逐隊も第6駆逐隊（雷、電、響）、第10駆逐隊（狭霧、漣、暁）、第19駆逐隊（浦波、敷波、綾波）、第20駆逐隊（東雲、吹雪、磯波）となった。
1935年（昭和10年）1月15日、古木百蔵中佐（浦波駆逐艦長）は新高型防護巡洋艦2番艦対馬副長へ転任。久宗米次郎中佐（当時、姉妹艦初雪駆逐艦長）が浦波駆逐長となる。
3月4日夜、第二水雷戦隊（旗艦《神通》、第6駆逐隊《響、雷》、第10駆逐隊《漣、暁》、第19駆逐隊《綾波、浦波》、第20駆逐隊《東雲、吹雪、磯波》）は第二艦隊夜間演習のため種子島沖合を航行中だった。
午後8時、姉妹艦「吹雪」（艦長平井恭次中佐）が航行中に突如操舵不能となり、「浦波」（艦長久宗米次郎中佐）の右舷に衝突する。前年の吹雪型2隻衝突（深雪沈没、電大破）程ではなかったが、衝突艦2隻（浦波、吹雪）は呉海軍工廠で修理することになった。
同年11月1日、久宗米次郎中佐（浦波駆逐艦長）は二等駆逐艦3隻（夕顔、菊、葵）の第14駆逐隊司令へ転任（後日、久宗はサボ島沖海戦時の重巡青葉艦長。同海戦で吹雪沈没、元浦波初代艦長の五藤存知少将戦死。）。田原吉興中佐（当時、駆逐艦初春艦長）が、久宗の後任の浦波駆逐艦長に任命される。
11月15日の艦隊再編で、第二水雷戦隊旗艦は軽巡洋艦那珂となる。
那珂麾下の第二水雷戦隊所属駆逐隊は、第6駆逐隊（雷、電、響）、第8駆逐隊（天霧、朝霧）、第19駆逐隊（浦波、敷波、綾波）、第20駆逐隊（東雲、吹雪、磯波）となった。
1936年（昭和11年）12月1日、田原中佐（浦波駆逐艦長）は青葉型重巡洋艦1番艦「青葉」副長へ転任。当時の大湊要港部参謀島崎利雄中佐が浦波駆逐艦長となる。また、かつての浦波艦長木村進大佐（当時、第30駆逐隊司令）が第19駆逐隊司令に補職され、西村祥治大佐（第19駆逐隊司令）は軍令部出仕となる（西村は翌年10月31日より最上型4番艦「熊野」初代艦長）。
同日附で行われた艦隊編制変更により第20駆逐隊は除籍され、「吹雪」は第11駆逐隊、「東雲」は第12駆逐隊、「磯波」は第19駆逐隊にそれぞれ編入。第19駆逐隊は波級4隻（磯波、浦波、綾波、敷波）に戻った。
日中戦争に際しては1937年（昭和12年）、上海、杭州湾上陸作戦に参加。
1937年（昭和12年）8月19日日付変更直後、佐世保から横須賀に向けて航海中の「浦波」は前方から接近するさんとす丸級貨客船1番船「さんとす丸」（大阪商船）を発見。これを回避すべく左に舵をとったところ、後続していた「磯波」が浦波左舷三番砲塔附近に追突した。同日夕刻、損傷した「浦波」は横須賀に到着。本格的な修理に入る。
同年12月1日、島崎利雄中佐（浦波駆逐艦長）は若竹型駆逐艦3隻（朝顔、芙蓉、刈萱）の第16駆逐隊司令へ転任。「浦波」を退艦した（本艦は予備艦となる）。日本海軍は、吹雪型駆逐艦12番艦「敷波」駆逐艦長折田常雄少佐に対し、敷波艦長と浦波艦長の兼務を命じた。
また木村進大佐（第19駆逐隊司令）は軽巡洋艦川内艦長へ転任、金桝義夫中佐（当時第26駆逐隊司令）が第19駆逐隊司令として着任する。
1938年（昭和13年）
10月5日、折田常雄少佐（敷波・浦波艦長）は姉妹艦白雪駆逐艦長へ転任（後日、駆逐艦浜風初代艦長、駆逐艦照月初代艦長等を歴任）。敷波艦長には大原利道少佐（当時霰艤装員長）、浦波艦長には野間口兼知少佐（当時山風艦長。後任は吉川潔少佐）が任命される。
1939年（昭和14年）11月15日、浦波駆逐艦長は野間口兼知中佐から仙波繁雄中佐（当時、姉妹艦磯波艦長）に交代。野間口中佐は翌年5月より陽炎型駆逐艦夏潮艤装員長および初代艦長となった。
1940年（昭和15年）11月15日の艦隊再編で、第19駆逐隊は第三水雷戦隊（旗艦「川内」）に所属。
1941年（昭和16年）4月15日、仙波繁雄少佐（浦波艦長）は呉鎮守府附となる（同年7月1日より夕雲型駆逐艦1番艦夕雲艤装員長および初代艦長）。萩尾力少佐（当時、駆逐艦追風艦長）が浦波駆逐艦長に任命される。
8月11日、第19駆逐隊司令橘正雄大佐は白露型駆逐艦4隻（村雨、夕立、春雨、五月雨）の第2駆逐隊司令へ転任。第3駆逐隊司令大江覧治大佐が、後任の第19駆逐隊司令となる。第19駆逐隊は大江大佐の指揮下で太平洋戦争に突入した。

### 太平洋戦争緒戦
1941年（昭和16年）12月8日の太平洋戦争開戦時、第三水雷戦隊はマレー作戦（南方作戦）に参加。
12月19日、コタバル沖で軽巡洋艦「川内」搭載機がオランダ潜水艦「O20」を発見して爆撃し、その後駆逐艦などが爆雷攻撃を行った。損傷させた潜水艦が夜間浮上するであろうとの判断から、それに対するため「浦波」が配置された。日没後、「浦波」は「O20」を発見して砲撃を開始。先の爆雷攻撃で潜航不能となっていた「O20」も応射し、魚雷も2本発射したが命中しなかった。艦影を見失った後、「浦波」は爆雷2個を投下した。翌朝、泳いでいた「O20」乗員を発見し、先任将校以下32名を救助した。「浦波」乗員は「O20」に乗り込み、同艦はすぐに沈んでしまったものの機密文書を回収している。
1942年（昭和17年）1月18日から19日にかけて、悪天候により「浦波」は船体に軽度の被害を受けた。
6月上旬のミッドウェー作戦における第三水雷戦隊（軽巡川内、第11駆逐隊《吹雪、白雪、初雪、叢雲》、第19駆逐隊《磯波、浦波、敷波、綾波》）は、連合艦隊旗艦大和以下主力隊（本隊《大和、陸奥、長門》、空母隊《鳳翔、夕風》、特務隊《千代田、日進》、第一補給隊《鳴戸、東栄丸、有明》）の警戒隊として参加。同ミッドウェー作戦中の6月9日、「浦波」は「磯波」に衝突されて損傷（磯波は艦首損傷により速力11ノットに低下）。6月11日、2隻（川内、浦波）は主力艦隊から落伍・行方不明となり、空母「鳳翔」の九六式艦上攻撃機によって発見され、大和以下主力部隊に合流することができた。その後、ガダルカナル島の戦いにともなう駆逐艦輸送作戦（鼠輸送）に従事する。
1942年（昭和17年）11月14日深夜、前進部隊指揮官近藤信竹第二艦隊司令長官麾下の日本艦隊（重巡2隻《愛宕〔第二艦隊旗艦〕、高雄》、戦艦1隻《霧島》、軽巡2隻《長良、川内》、駆逐艦《朝雲、照月、五月雨、電、白雪、初雪、浦波、綾波、敷波》）はウィリス・A・リー少将指揮下の米艦隊（戦艦2隻《ワシントン、サウスダコタ》、駆逐艦4隻）と交戦、米戦艦1隻損傷（サウスダコタ）・駆逐艦3隻沈没（撃沈《ウォーク、プレストン》、自沈《ベンハム》）と引き換えに日本側2隻（戦艦《霧島》、駆逐艦《綾波》）が沈没。「浦波」は綾波乗組員の救助を行った。第19駆逐隊は3隻（磯波、浦波、敷波）に減少する。本艦は、一旦日本本土に帰投した。

### 昭和18年の行動
1943年（昭和18年）1月25日、第19駆逐隊司令大江覧治大佐は横須賀鎮守府附となる（大江は2月3日より第61駆逐隊司令）。第19駆逐隊司令には、1月10日まで陽炎型駆逐艦9番艦「天津風」艦長だった原為一中佐が任命された。
2月1日、原為一中佐は第19駆逐隊司令の職務を解かれ、横須賀鎮守府附となる（3月8日より駆逐艦時雨以下の第27駆逐隊司令）。当時の第一掃海隊司令福岡徳治郎中佐が第19駆逐隊司令に任命された。
3月3日、南東方面艦隊司令長官草鹿任一中将指揮下の第三水雷戦隊（司令官木村昌福少将。旗艦「白雪」）は、駆逐艦8隻（白雪型3隻《白雪、敷波、浦波》、朝潮型3隻《朝潮、荒潮、朝雲 》、陽炎型2隻《雪風、時津風》）、輸送船8隻をもってラバウルよりニューギニア島のラエおよびサラモアへの輸送作戦を実施中、米軍基地航空隊の大規模空襲を受ける（ビスマルク海海戦）。一連の空襲により駆逐艦4隻（白雪、朝潮、荒潮、時津風）と輸送船8隻が沈没。白雪沈没により木村司令官（負傷中）は「敷波」に将旗を掲げ、残存駆逐艦4隻と応援の「初雪」（第11駆逐隊）で沈没艦生存者の救助を行った。ラバウル帰投後、第三水雷戦隊司令官は3月6日附で木村昌福少将から江戸兵太郎少将（浦波2代目艦長）に交代した。
3月10日、第19駆逐隊は第八艦隊の指揮下を離れた。
なおサボ島沖海戦における吹雪沈没により吹雪型駆逐艦は白雪型駆逐艦と改定されていたが、白雪沈没により初雪型駆逐艦に改訂されている。
4月2日、「浦波」はセレベス島マカッサルの南西約60浬のデプリン礁附近で座礁。4月21日に離礁し、スラバヤで8月13日まで修理を行った。
4月9日、第19駆逐隊僚艦「磯波」は米潜水艦トートグに撃沈される。第19駆逐隊は初雪型2隻（浦波、敷波）となった。
5月15日、田中知生少佐（当時、駆逐艦帆風艦長）は浦波駆逐艦長に任命される。萩尾中佐（元浦波艦長）は駆逐艦舞風艦長に任命され、トラック島空襲における同艦沈没時に戦死した。
9月20日、3隻（重巡《足柄》、第19駆逐隊《浦波、敷波》）は第十六戦隊に編入。
第十六戦隊（同戦隊司令官は9月16日附で志摩清英中将から左近允尚正少将に交代）の所属艦艇は、巡洋艦5隻（足柄、大井、北上、球磨、鬼怒《呉所在、修理中。10月中旬シンガポール着》）、駆逐艦2隻（浦波、敷波）となった。
9月25日、スラバヤにおける「浦波」の修理完了。以後、東南アジア方面で護衛任務に従事した。
また基地航空隊の訓練にも協力した。
12月10日、第19駆逐隊司令は福岡徳治郎大佐から大原利道大佐に交代。12月15日、大修理を終えた重巡洋艦青葉は呉を出撃。第十六戦隊に編入され、シンガポールに進出した。

### 昭和19年の行動
1943年12月31日、ラムリー島がイギリス軍の小規模な部隊による襲撃を受けた。そのため独立混成第24旅団の一部のメルギーへの輸送が決定され、「浦波」と重巡洋艦「足柄」、「青葉」、軽巡洋艦「球磨」が1944年1月3日にシンガポールから出航し、ペナンで陸兵約2000名を乗せ1月6日にメルギーに到着した。また、この機会に航空部隊の雷爆撃訓練が3度実施された。続いて4回目の訓練のため「球磨」と「浦波」は1月11日にペナンから出航しペラク島沖へと向かったが、その途中で「球磨」はイギリス潜水艦「タリホー」の雷撃により撃沈された。「浦波」は球磨生存者（球磨艦長杉野修一大佐を含む）を救助後ペナンで燃料を補給し、それから対潜掃討を行ったが成果は無く1月16日にシンガポールに戻った。
2月25日、「足柄」は第十六戦隊より除かれ第五艦隊麾下の第21戦隊（那智、足柄、多摩、木曾）に編入。第十六戦隊旗艦は「青葉」となった。
同時期、南西方面艦隊は応援部隊（利根、筑摩）を加えてサ号作戦を発動（3月18日に利根でビハール号事件発生）。
3月1日、駆逐艦「天霧」が第19駆逐隊に編入され、19駆は吹雪型3隻編制（浦波、敷波、天霧）となる。
4月15日、浦波駆逐艦長は田中知生少佐から佐古加栄少佐に交代。田中少佐は駆逐艦満潮艦長に任命され、レイテ沖海戦スリガオ海峡夜戦における満潮沈没から生還した。
同時期の「浦波」は、中部太平洋諸島（サイパン、グアム）への輸送作戦に従事した
4月23日、姉妹艦「天霧」は機雷によりマカッサル海峡で沈没。第19駆逐隊は2隻（浦波、敷波）となる。
5月末、連合軍はビアク島に来襲してビアク島の戦いが始まる。連合艦隊（司令長官豊田副武大将、参謀長草鹿龍之介中将）はビアク島への増援を決定し、第十六戦隊司令官左近允尚正少将指揮下の輸送作戦を実施することになった（渾作戦）。6月2日、日本艦隊は左近允少将直率の輸送隊本隊（巡洋艦2隻《青葉、鬼怒》、駆逐艦《敷波、浦波、時雨》）、輸送支援隊（敷設艦《津軽、厳島》、第127号輸送艦、第36号駆潜艇、第37号駆潜艇）、警戒隊（第五戦隊《妙高、羽黒》、第27駆逐隊《春雨、白露、五月雨》）、間接護衛隊（戦艦《扶桑》、第10駆逐隊《風雲、朝雲》）という編制でダバオ（ミンダナオ島）を出撃。だが翌日にB-24爆撃機に触接されて奇襲作戦の見込みがなくなり、輸送隊はソロン（ニューギニア島西端）に進撃（6月4日着）、警戒隊・間接護衛隊はダバオに引き返した。
6月8日午前3時、第27駆逐隊司令白浜政七大佐（春雨座乗）指揮下の駆逐艦6隻（第27駆逐隊《春雨、五月雨、白露、時雨》、第19駆逐隊《浦波、敷波》）はソロンを出撃、ビアク島へ向かう途中でB-25爆撃機の空襲により旗艦「春雨」が沈没（白浜司令戦死）。残る駆逐艦5隻で作戦を続行したが、連合軍艦隊（巡洋艦3隻、駆逐艦14隻）に迎撃されて夜間水上戦闘となり、損傷を受けつつ浦波以下5隻は脱出に成功した。
6月10日、連合艦隊司令部は第一戦隊司令官宇垣纏中将指揮下の大和型戦艦2隻（大和、武蔵）と第二水雷戦隊（司令官早川幹夫少将）を渾部隊に編入して第三次渾作戦を実施しようとした。だがサイパン島東方に米軍機動部隊が出現したため、6月13日附で「あ号作戦決戦用意」を発令、渾作戦は中止された（ビアク島の日本陸軍守備隊は玉砕）。
7月の十六戦隊3隻（青葉、鬼怒、浦波）はシンガポールで訓練と修理に従事した。
7月19日、輸送任務従事中の第十六戦隊2隻（大井、敷波）は米潜水艦フラッシャーに襲撃され、同艦の雷撃により「大井」が沈没した。
また軽巡洋艦北上も損傷を修理するため、マニラを経由して佐世保に帰投。同艦がシンガポールに戻ることはなかった。
8月、第十六戦隊と応援部隊を含めた5隻（第十六戦隊《青葉、鬼怒、浦波》、第27駆逐隊《時雨、五月雨》）はパラオ諸島とセブ島への輸送任務に従事する。
この時、姉妹艦「敷波」は座礁してシンガポールでの修理を余儀なくされた。
8月7日、5隻はシンガポールを出撃して8月11日にマニラ到着。8月15日、各艦（セブ隊《青葉、浦波》、パラオ隊《鬼怒、時雨、五月雨》）はマニラを出撃。
ルソン島南東部ビコル地方ソルソゴン州のソルソゴン湾で仮泊、ここでパラオ隊（鬼怒、時雨、五月雨）と分離する。
8月16日、十六戦隊（青葉、鬼怒）はセブ島に到着。一方、パラオ隊（鬼怒、時雨、五月雨）は8月18日にパラオ近海で駆逐艦「五月雨」が座礁。8月26日、「五月雨」は米潜水艦バッドフィッシュの雷撃で船体切断、放棄に至った。
また五月雨座礁と同日（8月18日）、米潜水艦ハードヘッドはサンベルナルジノ海峡東方海面で軽巡洋艦名取を雷撃して撃沈する。「浦波」は名取救援に向かったが発見できず、21日にセブ島へ戻った。
8月24日、第十六戦隊（青葉、鬼怒、浦波）はセブ島を出発、シンガポールへ戻った。
9月12日、ヒ72船団護衛中の姉妹艦「敷波」は米潜水艦グロウラーの雷撃で沈没。
9月25日附で、第十六戦隊（1番艦青葉、2番艦鬼怒、3番艦浦波）は第二艦隊司令長官栗田健男中将（旗艦「愛宕」）が指揮する第一遊撃部隊に編入され、マラッカ海峡からリンガ泊地へ移動（スマトラ島東岸）。遊撃部隊各艦と訓練を実施する。

「浦波」1隻となった第19駆逐隊は10月10日附で解隊された。

### 沈没
捷号作戦の発動にともない、第十六戦隊（青葉、鬼怒、浦波）はマニラ方面の日本陸軍部隊をレイテ島に輸送する任務を与えられ、南西方面艦隊（司令長官三川軍一中将）の指揮下に入った。10月18日、第十六戦隊の3隻は第一遊撃部隊（指揮官栗田健男第二艦隊長官）と共にリンガ泊地を出港してブルネイ泊地（ボルネオ島北岸）に移動。
10月21日午後6時、第十六戦隊（青葉、鬼怒、浦波）は陸軍部隊レイテ輸送のためブルネイを出撃する。
10月23日午前4時30分、マニラ湾口南西約70浬で米潜水艦ブリームが重巡「青葉」（第十六戦隊旗艦）を雷撃、魚雷1本命中により「青葉」は大破。
「鬼怒」は被雷した「青葉」を曳航し、同日夜にマニラへ到着した。左近允少将は旗艦を「青葉」から「鬼怒」に変更する。「鬼怒」は小発動艇2隻を搭載した。
10月24日朝、第十六戦隊（鬼怒、浦波）はマニラを出撃、他に第一号型輸送艦3隻（6号、9号、10号）、第百一号型輸送艦2隻（101号、102号）も輸送作戦に投入されていた。
だが2隻（鬼怒、浦波）はマニラ出撃時点から断続的に空襲を受ける。
「浦波」は戦死傷者31名、至近弾と機銃掃射により重油タンクが破損。
同日夕刻「鬼怒」が警戒する中、「浦波」はセミララ島附近で応急修理を実施した。
10月25日午前9時30分頃、2隻（鬼怒、浦波）は米軍大型爆撃機の空襲を受けるが、被害はなかった。
15時45分、2隻（鬼怒、浦波）はカガヤン（ミンダナオ島）に到着して陸軍部隊を収容、夕刻出発。輸送艦部隊は先行してオルモックに向かった。
10月26日黎明にオルモック（レイテ島）に到着して兵員を揚陸した。
午前5時、2隻（鬼怒、浦波）はオルモック湾を出発、コロン島に向け帰途につく。だがパナイ島西方で米空母機の爆撃を受ける。午前10時30分以降の空襲で「浦波」は大破（艦長戦死、航海長指揮）。11時30分、軍艦旗降下および総員退去。11時52分、沈没（鬼怒記録12時24分）。沈没地点記録北緯11度56分 東経123度23分 / 北緯11.933度 東経123.383度。
沈没時点での浦波戦死者は艦長以下92名。
10月24日のマニラ出撃から26日の沈没迄における浦波戦死者は103名、戦傷者91名と記録されている。浦波生存者のうち少なくとも35名がフィリピンの戦いにおける陸上兵力に転用された。
同日午後5時20分、空襲を受けて損傷していた「鬼怒」も沈没。左近允司令官は第10号輸送艦に旗艦を変更（マニラ帰投後、「青葉」に移乗）。第102号輸送艦も撃沈された。
さらに南西方面艦隊は第五艦隊（長官志摩清英中将）に鬼怒曳航命令を出しており、「鬼怒」沈没を知らないまま救援に向かっていた第五艦隊所属・第一水雷戦隊（司令官木村昌福少将）麾下の駆逐艦「不知火」（第18駆逐隊司令駆逐艦）も、10月27日に空襲を受けセミララ島近海（駆逐艦早霜擱座地点附近）で轟沈。18駆司令井上良雄大佐以下不知火全乗組員が戦死した。
11月15日、堀剣二郎中尉（浦波航海長）は呉鎮守府附となる（堀は青葉に便乗して内地に帰投。戦後、護衛艦「あまつかぜ」艦長等を歴任）。
12月10日、駆逐艦「浦波」は初雪型駆逐艦、
帝国駆逐艦籍より除籍された。

## 歴代艦長
※脚注なき限り『艦長たちの軍艦史』274-275頁による。

### 艤装員長
1. 五藤存知 中佐：1929年1月15日[29] - 1929年4月25日[30]

### 艦長
1. 五藤存知 中佐：1929年4月25日[30] - 1931年11月2日[35]
2. 江戸兵太郎 少佐：1931年11月2日[35] - 1932年12月1日[40]
3. 八島元徳 中佐：1932年12月1日[40] - 1933年5月1日[42]
4. 木村進 中佐：1933年5月1日[42] - 1933年11月15日[43]
5. 古木百蔵 中佐：1933年11月15日[43] - 1935年1月15日[50]
6. 久宗米次郎 中佐：1935年1月15日[50] - 1935年10月31日[54]
7. 田原吉興 中佐：1935年10月31日[54] - 1936年12月1日[57]
8. 島崎利雄 中佐：1936年12月1日[57] - 1937年12月1日[64]
9. （兼）折田常雄 少佐：1937年12月1日[64] - 1938年10月5日[66]
10. 野間口兼知 少佐：1938年10月5日[66] - 1939年11月15日[67]
11. 仙波繁雄 中佐：1939年11月15日[67] - 1941年4月15日[70]
12. 萩尾力 少佐：1941年4月15日[70] -
13. 田中知生 少佐：1943年5月15日[100] - 1944年4月15日[124]
14. 佐古加栄 少佐：1944年4月15日[125] - 1944年10月26日戦死[193]